# Leichhardt (Nuovo Galles del Sud)
Leichhardt è un sobborgo di Sydney, nello Stato del Nuovo Galles del Sud, Australia.
È situato 5 km ad ovest rispetto alla city di Sydney ed è il centro amministrativo della Municipalità di Leichhardt.
Leichhardt è conosciuta anche come la Little Italy di Sydney.
Confina ad ovest con Haberfield, ad est con Annandale, a nord con Lilyfield e a sud con Petersham.

## Storia
Nella prima metà del XIX secolo l'area dove ora sorge Leichhardt consisteva in una serie di concessioni di terreni. In particolare due fratelli: Hugh Piper e John Piper possedevano vaste aree. Hugh Piper fondò Piperston.
Questi terreni, furono acquistati da Walter Beames nel 1846.
Walter Beames sosteneva con finanziamenti e provviste le spedizioni del suo amico Ludwig Leichhardt.
Friedrich Wilhelm Ludwig Leichhardt era un esploratore prussiano che riuscì a trovare una rotta di 4800 km che via terra univa il sud del Queensland a Port Essington vicino a Darwin, nel Territorio del Nord.
Successivamente alla sua scomparsa avvenuta durante il suo tentativo di attraversare il continente da Darling Downs fino a Swan River Colony nella costa dell'Australia Occidentale, Beames cambiò nome a Piperston con il nome di Leichhardt.
Leichhardt è stata proclamata municipalità nel 1871.
Tra il 1880 e il 1890 furono edificati l'ufficio postale e il municipio.

## Società

### Evoluzione demografica
Secondo l'ultimo censimento del 2001 la popolazione di Leichhardt è di 19 627 abitanti.
Per tutto il XX sec. è stata un'area popolata principalmente da italiani di prima e seconda generazione; negli ultimi anni molti degli abitanti originali si sono trasferiti nei sobborghi limitrofi e l'area di Leichhardt ha subito il fenomeno della gentrificazione. In ogni caso la forte impronta della cultura italiana rimane, infatti nella via principale Norton Street sono presenti molti ristoranti e bar italiani.

## Area commerciale

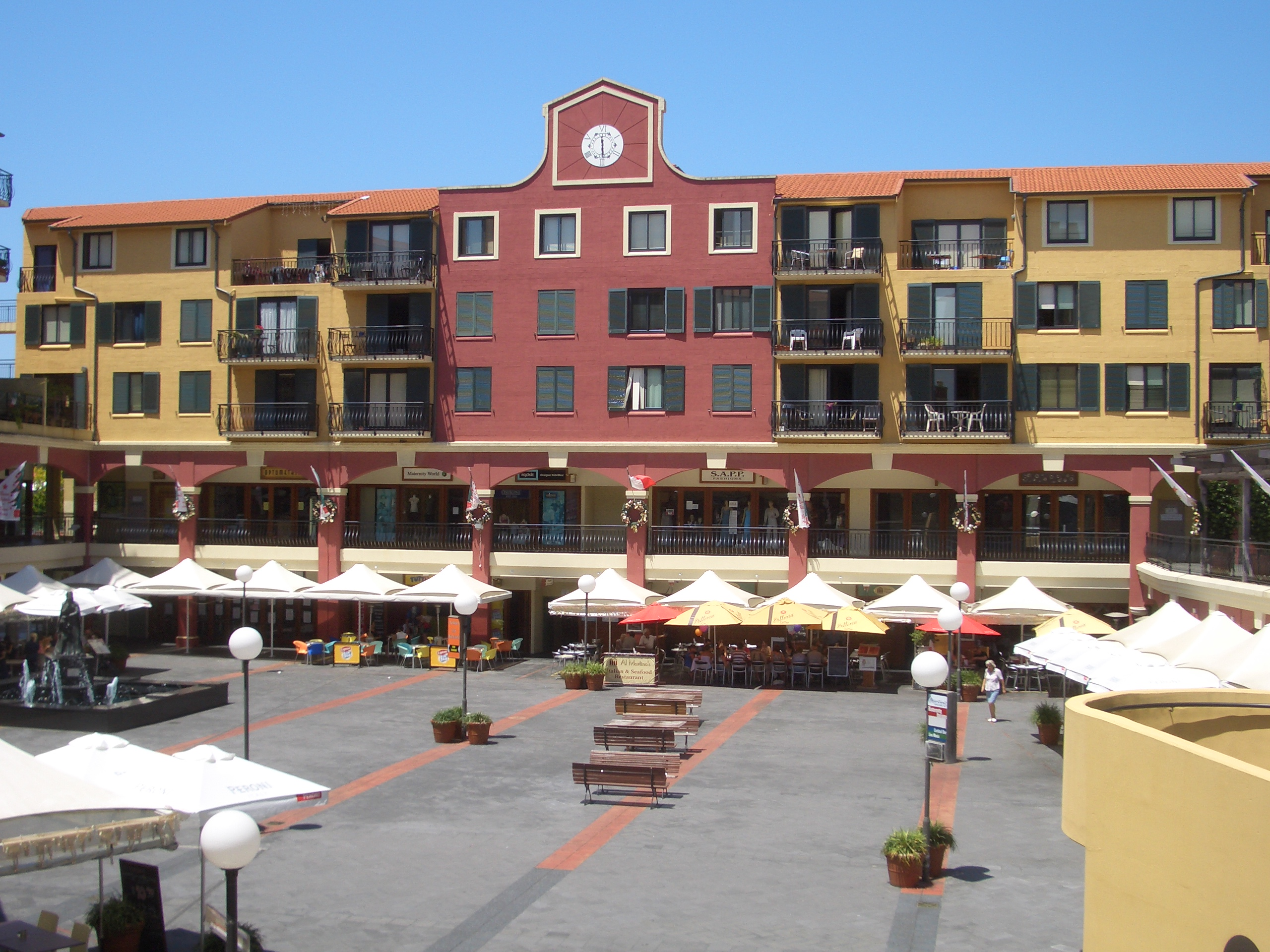
Italian Forum

La più importante area commerciale è situata tra Norton Street e la parte nord di Parramatta Road. Su Norton Street sono presenti abitazioni, ristoranti, bar, negozi, hotel, cinema (nel quale vengono proiettati anche film in lingua italiana) e due dei tre centri commerciali: Norton Plaza e Italian Forum.
L'Italian Forum, è di particolare interesse in quanto è strutturato come una piazza tipica italiana con portici.
Più che un centro commerciale si può considerare un vero e proprio complesso residenziale, infatti si tratta di un'area pedonale nella quale sotto i portici sono presenti ristoranti, bar, piccoli negozi e boutique e sopra i portici appartamenti.
Accanto all'Italian Forum c'è il Norton Plaza un centro commerciale di medie dimensioni che oltre a un supermercato ospita decine di negozi con specialità italiane.
Il terzo centro commerciale è il Leichhardt Market Place (ex Market Town), situato in prossimità dell'incrocio tra Marion Street (la via principale che porta ad Haberfield) e Flood street vicino al parco Lambert.